# فابر اند فابر
فابر اند فابر لیمیتد (به انگلیسی: Faber and Faber Limited) که معمولاً به اختصار فابر نامیده می‌شود، یک انتشارات مستقل در لندن، انگلستان است. از نویسندگان و شاعران منتشر شده می‌توان به تی. اس. الیوت (سردبیر و کارگردان فابر)، ویستن هیو آودن، ویلیام گلدینگ، ساموئل بکت، فیلیپ لارکین، تد هیوز، شیموس هینی و Paul Muldoon اشاره کرد.
در سال ۲۰۰۶ این شرکت به عنوان ناشر سال کی‌پی‌ام‌جی انتخاب شد.
این شرکت که سابقاً شعبه آمریکایی شرکت لندن بود، در سال ۱۹۹۸ به گروه انتشاراتی هولسبرینک فرار، اشتراوس و ژیرو فروخته شد. فابر در سال ۲۰۱۵ همکاری با FSG را پایان دادند و توزیع کتاب‌های خود را مستقیماً در ایالات متحده آغاز کردند.

## کارخانه فابر
فابر (با مشارکت گروه کتابهای Perseus در ایالات متحده) کارخانه فابر را در سال ۲۰۱۱، یک سرویس دیجیتالی سازی، معرفی کرد.

## محل
محل اصلی این شرکت در میدان راسل ۲۴، در بلومزبری، لندن بود. فابر بعداً به میدان کوئین، لندن نقل مکان کرد و در ۱۹ ژانویه ۲۰۰۹ این شرکت به خانه بلومزبری، خیابان ۷۴–۷۷ بزرگ راسل لندن نقل مکان کرد.

## نویسندگان جایزه نوبل
نویسندگان برنده جایزه نوبل توسط فابر منتشر شده‌است:
- ۱۹۴۸ تی. اس. الیوت
- ۱۹۶۰ سن-ژان پرس
- ۱۹۶۹ ساموئل بکت
- ۱۹۸۰ چسواو میوش
- ۱۹۸۳ ویلیام گلدینگ
- ۱۹۹۲ درک والکوت
- ۱۹۹۵ شیموس هینی
- ۱۹۹۶ ویسواوا شیمبورسکا
- ۱۹۹۹ گونتر گراس
- ۲۰۰۵ هارولد پینتر
- ۲۰۰۶ اورهان پاموک
- ۲۰۱۰ ماریو بارگاس یوسا
- ۲۰۱۷ کازوئو ایشی‌گورو